# Kerling
Der Vulkan Kerling liegt im Norden von Island. Er befindet sich auf der Halbinsel Tröllaskagi südlich der Öxnadalsheiði, über die die Ringstraße vom Skagafjörður nach Akureyri verläuft.
Der Berg war vor etwa 6–7 Millionen Jahren ein aktiver Zentralvulkan und ist 1538 m hoch und damit der höchste Berg auf der Halbinsel Tröllaskagi, die insgesamt eine große Anzahl über 1.000 m hoher Berge aufzuweisen hat. Gleichzeitig ist er auch der höchste Berg in bewohnten Gegenden im Norden Islands.
Oben auf dem Gipfel findet sich eine beachtliche Rhyolithlage und auch eine aus saurer, d. h. hohe Anteile an Silicat enthaltender Asche, die auf seine Zeit als aktiver Zentralvulkan hinweist. Ansonsten besteht der Kerling aber hauptsächlich aus Basalt, wie die meisten Berge auf Tröllaskagi. 
Zu seinem Vulkansystem gehört auch der benachbarte Súlur, der Hausberg von Akureyri, mit seinem 1213 m hohen Gipfel. Und dieses System reichte einst nach Norden über das Glerárdalur hinaus, bis zu den unteren Hängen des Vindheimajökull.
Wanderwege führen von Finnastaðir auf den Berg. Soweit bekannt wurde die Erstbesteigung 1810 von dem Norweger Hans Frisak durchgeführt, was damals als unerhörte Tat galt.